# Sieggrabener Kogel

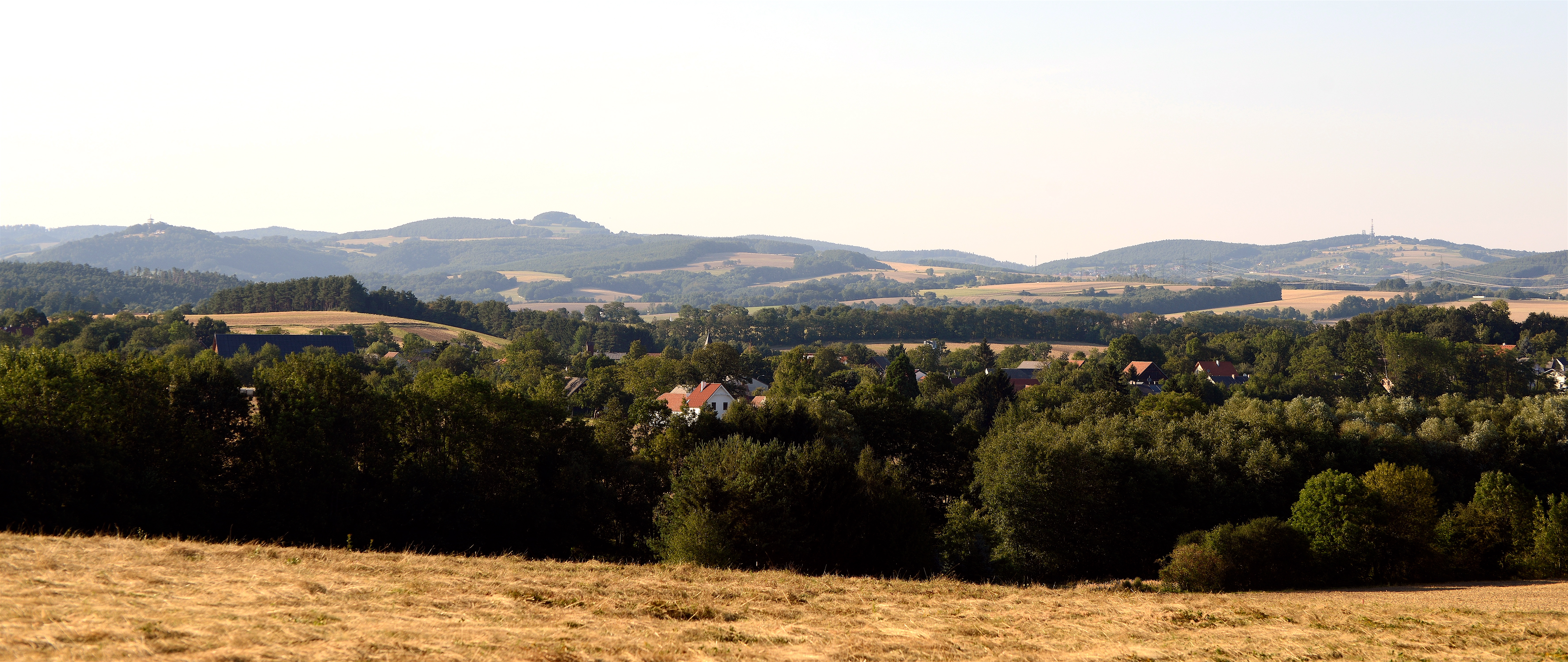
Anhöhe von links nach rechts: Schwarzenbacher Burgberg mit dem Aussichtsturm, Sieggrabener Kogel, Sieggrabener Sattel und Brenntenriegel mit dem Mobilfunk- und Richtfunksender.

Der Sieggrabener Kogel (ungarisch: Szikra-bérc) ist eine 650 m hohe Bergkuppe im Rosaliengebirge im Burgenland. In der Josephinischen Landesaufnahme wird er auch „Sigraben Kugl“ genannt.

## Geographie
Der auf Sieggrabener Gemeindegebiet befindliche Sieggrabener Kogel liegt nordwestlich vom Ortskern von Sieggraben. Nur etwa 100 Meter westlich vom Sieggrabener Kogel befindet sich die Grenze zu Niederösterreich (wo – auf der niederösterreichischen Seite – die Schwarzenbacher Rotte Eggenbuch liegt). Nachbarberg im Nordwesten ist der 622 m hohe Marriegel. Von dort aus umfließt der Auwiesenbach den Sieggrabener Kogel im Nordosten und Osten.

## Geologie
Am Aufbau des Sieggrabener Kogels sind die Gesteine Amphibolit, Serpentinit und Pegmatit wesentlich beteiligt, auch Marmor und Kalksilikate sind hier zu finden. Hier wurden im Gipfelbereich Apatit, Turmalin und Granat gefunden. An den Süd- und Ostabhängen überwiegen Quarz und Hämatit. In einem inzwischen aufgelassenen Steinbruch nordöstlich des Gipfels im Auwiesenbachtal wurden Klinohumit, Periklas und Phlogopit abgebaut. Tektonisch gehören diese Gesteine der Sieggrabener Deckscholle an, die der unterostalpinen Grobgneiseinheit aufliegt.

## Natur
Mehrere Fahr- und Wanderwege führen zum Sieggrabener Kogel, keiner von ihnen jedoch ganz bis zur Kuppe. Die Kuppe des Sieggrabener Kogels ist bewaldet. Im Bereich des Sieggrabener Kogels befinden sich Streuobstwiesen und einige kleine Trockenrasen. Das Gebiet rund um den Sieggrabener Kogel wurde auf Grund seiner Flora und seiner vielfältigen Vogelwelt als Natura-2000-Schutzgebiet vorgeschlagen.